# Berit Spong
Berit Gustava Frideborg Spong-Malmrot (5 februari 1895 – 14 juli 1970) was een Zweeds schrijfster.
Spong studeerde in 1924 af aan de Universiteit van Uppsala. Ze studeerde talen in Duitsland, Frankrijk en Italië en gaf van 1921 tot 1925 les op diverse meisjesscholen en Realschulen. Spong huwde in 1925 met Bertil Malmrot.